# Bolesław Wieliczko
Bolesław Wieliczko (ur. w 1826 w gub. kowieńskiej, zm. w 1870 w Kownie) – powstaniec styczniowy, polski działacz narodowy i społeczny, ziemianin.

## Życiorys
Urodził się w 1826 roku w guberni kowieńskiej. Syn Kazimierza, brat powstańca styczniowego Ignacego Wieliczki.
Właściciel majątku Poszumierz w powiecie wiłkomierskim w guberni kowieńskiej. Członek i działacz gospodarczego koła ziemiańskiego (ziemiańskie kółko rolnicze) w guberni kowieńskiej. Popierał uwłaszczenie chłopów. Należał do polskich organizacji narodowych. Brał aktywny udział w organizacji powstańczej. W chwili wybuchu powstania styczniowego w jego majątku Zygmunt Sierakowski organizował oddział powstańczy.
W 1863 roku aresztowany i uwięziony w Kownie. Skazany za udział w powstaniu styczniowym na zesłanie do guberni kazańskiej. Majątku Poszumierz nie skonfiskowano ze względu na fakt, że oficjalnie był własnością żony Bogumiły. Karę odbywał w do Carewokokszajsku. Żona dobrowolnie podążyła za nim na zesłanie. W 1867 roku uzyskał tak zwane pozwolenie na zbliżanie się do kraju, zamieszkał w Mitawie. Zmarł w 1870 w Kownie.  